# Yasuhiro Watanabe
Yasuhiro Watanabe (渡辺 泰広 Watanabe Yasuhiro?), född 4 oktober 1992 i Niigata prefektur, är en japansk fotbollsspelare.
Watanabe började sin karriär 2011 i Albirex Niigata. 2015 blev han utlånad till Tokushima Vortis. 2017 blev han utlånad till Japan Soccer College. 2018 blev han utlånad till Vonds Ichihara. 2019 flyttade han till Blaublitz Akita. 2021 flyttade han till Verspah Oita.